# ألفريدو موراليس
احا.
لفريدو موراليس لاعب كرة قدم أمريكي يلعب في مركز مدافع في فريق إنغولشتات 04. ولد موراليس في برلين من والد أمريكي من أصول من بيرو وأم ألمانية. اختار اللعب مع منتخب الولايات المتحدة لكرة القدم ولعب معه في عدة فئات عمرية من الشباب حتى المنتخب الأول.

## مسيرته الكروية
لعب ألفريدو موراليس خلال مسيرته الاحترافية مع 4 أندية في خمسة عشر موسمًا وسجل خلالها 23 هدفًا ضمن 293 مباراة. ولم يفز بأي موسم بالكأس أو بالدوري.
خاض ألفريدو موراليس مسيرته مع Hertha BSC II ‏ في موسم 2008–09 في المرة الأولى واستمر معه طيلة ثلاثة مواسم ثم في موسم 2011–12 ولمدة موسمين، مشاركًا طوالها في 81 مباراة سجل خلالها 11 هدفًا. ثم انتقل إلى SG Gesundbrunnen Berlin ‏ في موسم 2010–11 في المرة الأولى ولمدة موسمين ثم في موسم 2012–13 لمدة موسم واحد، حيث شارك طوالها في 20 مباراة سجل خلالها هدفًا واحدًا. لينتقل بعدها إلى نادي إنغولشتات 04 في موسم 2013–14 ليلعب معه خمسة مواسم، مشاركًا في 142 مباراة سجل خلالها 9 أهداف. ثم انتقل إلى نادي فورتونا دوسلدورف في موسم 2018–19 ولمدة موسمين، مشاركًا في 50 مباراة سجل خلالها هدفين.

## روابط خارجية
- ألفريدو موراليس على موقع قاعدة بيانات كرة القدم.إي يو (الإنجليزية)
- ألفريدو موراليس على موقع بيانات كرة القدم. دي إي (الألمانية)
- ألفريدو موراليس على موقع ناشيونال فوتبول تيمز (الإنجليزية)
- ألفريدو موراليس على موقع Soccerway.com (الإنجليزية)
- ألفريدو موراليس على موقع عالم كرة القدم.نت (الإنجليزية)
- ألفريدو موراليس على موقع AS.com (الإسبانية)